# Pandit (tytuł)
Pandit (dewanagari पण्डित, trl. paṇḍita, trb. pandita, uczony, tybet. pan-czen) – sanskrycki tytuł nadawany erudytom hinduistycznym, jak również indyjskim profesjonalistom w jakiejkolwiek dyscyplinie teoretycznej. Współcześnie niewielki procent braminów staje się panditami, najczęściej w zakresie literatury sanskryckiej. Spoczywa na nich obowiązek prezentowania wykładni z pism religijnych w sposób wiążący.
Współcześnie holenderska Arja Samadź uznaje w funkcjach panditów kobiety.
Bywali też tak tytułowani nauczyciele w Indiach Brytyjskich. We współczesnej angielszczyźnie pundit oznacza eksperta politycznego, publicystę, np. Rusha Limbaugha.

## Przykłady zastosowań

### Osoby świeckie
- Pandit Nehru (też Panditdźi) – używane wobec Jawaharlal Nehru
- Pandita Ramabai – reformatorka nawrócona na chrześcijaństwo, pierwsza Induska, która otrzymała zachodnie wykształcenie

### Wybitni muzycy
- Pandit Rawi Śiankar – kompozytor i wirtuoz gry na sitarze, jeden z najsłynniejszych muzyków indyjskich na świecie
- Pandit Shivkumar Sharma – kompozytor i wirtuoz gry na santur

### Hinduistyczne imiona guru
- Pandit Rajmani Tigunait – autor książki Tantra ujawniona. Kuszenie sił ducha i materii
- Pandit Bhagawana Ganguli – którego uczniem był Baba Lokenath Brahmaćari